# František Palacký
František Palacký (kiejtése: Frantyisek Palackí; magyarosan Palacky Ferenc) (Hodslavice, 1798. június 14. – Prága, 1876. május 26.) cseh történetíró, politikus, író, a cseh tudományos élet és közélet egyik szervezője, kiemelkedő alakja, az ausztroszlávizmus hirdetője. A modern cseh történetírás atyjának tartják.

## Életpályája

### Pályája kezdete
Palacký protestáns családból származott. Apja a hodslavicei iskola tanára volt. Kezdetben otthon tanult, majd 1807–1809 között Kunvaldban folytatta tanulmányait. 1809–1812 között Trencsénben tanult a helyi latin iskolában. Ezután 1818-ig a Pozsonyi Evangélikus Líceum diákja, ahol megismerkedett Pavel Jozef Šafárikkal. Mivel édesapja azt szerette volna, hogy a fiából evangélikus pap és tanár legyen, ezért nem folytatta tovább tanulmányait. 1817. decemberétől Nyitraszerdahelyen a Zerdahelyi családnál volt nevelő. 1819–1823 között mint nevelő különböző magyar nemesi családoknál tevékenykedett. Az 1820-as évet a Csúzyakkal Bécsben töltötte. Bécsi tartózkodását művelődésre használta, elsősorban a filozófia és esztétika iránt érdeklődött. A filozófusok közül nagy hatást gyakoroltak rá Immanuel Kant, Friedrich Schiller és Johann Gottfried Herder. Intenzív nyelvtanulásba kezdett, amelynek eredményeképp megtanult latinul, ógörögül, németül, magyarul, portugálul, angolul, olaszul, franciául, oroszul és ószlávul. Ebből az időből származnak esztétikai tanulmányai, illetve a Šafárikkal közösen írt A cseh költészet és különösen próza kezdetei (Počátkové českého básnictví, obzvláště prosodie, 1818).
1819-ben a cseh történelem tanulmányozásához kezdett. Ennek érdekében felkért két ismert lexikológust és filológust, Josef Jungmannt és a balassagyarmati születésű Josef Dobrovskýt, hogy segítsék őt munkájában. 1823-ban tervei megvalósítására visszatért Prágába.

### Az ifjú történész
Először Josef Dobrovský mellett helyezkedett el, később Sternberg Ferenchez került, aki mint családi levéltárost alkalmazta, elsősorban a csehországi nemes családok leszármazásának, családfáinak felkutatására. Dobrovský és Palacký között nézeteltérés támadt a Zelená Hora-i kézirat eredetiségével kapcsolatban. Palacký úgy gondolta, hogy a kézirat eredeti, középkori okmány. Palacký Prágában bekapcsolódott a kulturális életbe. 1827-ben megházasodott Měchurová Teréziával, Jan Měchura nagybirtokos és jogász lányával. Ebben az évben kezdett kiadni Sternberg Gáspár kérésére egy cseh és egy német nyelvű múzeumi folyóiratot (Monatsschrift des böhmen Museums és Časopis Společnosti vlasteneckého muzea v Čechách). Több cseh értelmiségi (főképp František Ladislav Čelakovský) kritizálták a folyóiratban alkalmazott helyesírást. A német nyelvű folyóiratot a kis érdeklődés miatt 1832-ben megszüntették, a cseh nyelvű szerkesztését 1838-ban Pavel Jozef Šafárik vette át. Palacký 1830-tól a cseh múzeumi tanács tagja volt. 1834-ben a Magyar Tudományos Akadémia külföldi tagjává választották. A magyar honfoglalás kapcsán a következő nézetet képviselte:
„A legnagyobb nemzeti szerencsétlenség volt a szlávokra nézve, hogy a magyarok, mint valami szétválasztó ék, közéjük verődtek.”

### A rendi történetíró

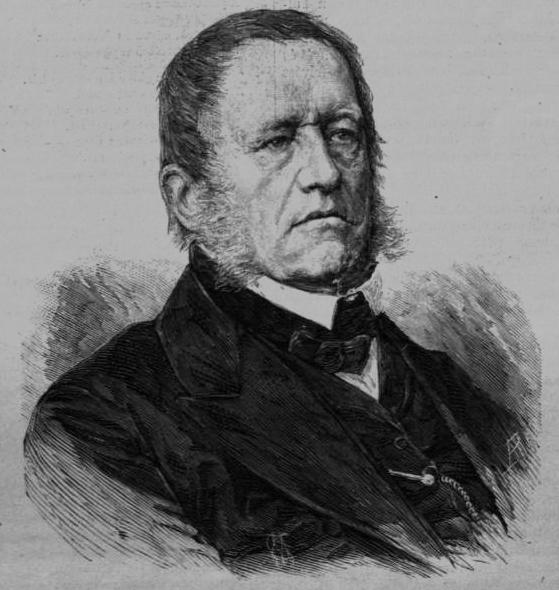
Palacky Ferenc portréja a Vasárnapi Ujságban

1827-ben František Pubička rendi történetíró halála után a cseh rendek egy része szívesen látta volna, ha Palacký tölti be ezt a tisztséget. Hivatalos kinevezését csak 1838-ban kapta meg, azonban az ezzel járó fizetést már jóval előbb folyósították, mivel őt bízták meg Pubička befejezetlenül hagyott Chronologische Geschichte Böhmens (A csehek története időrendben) művének befejezésével. Mivel azonban ez a mű az 1830-as évekre módszertanilag elavulttá vált, Palacký új módszerrel próbálta összefoglalni a cseh történelmet, miközben igyekezett a rendelkezésre álló forrásanyagból kiindulni. Műveiben a nemzetiségi, szociális, vallási és kulturális fejlődés is erősen megjelenik. Így keletkezett az egyik legnagyobb szabású műve a Geschichte von Böhmen (Csehország története) (1836–1867).
1829-ben Palacký felvetette a cseh enciklopédia tervét, amely azonban nem valósult meg. Ebből a próbálkozásából született azonban meg a "Cseh Anyácska" (Matica Česká) cseh kulturális egyesület. A cseh enciklopédiát végül Palacký veje František Ladislav Rieger adta ki Riegrův slovník naučný címmel. 1839–1844 között a Cseh Királyi Ismeretterjesztő Társulat titkári tisztjét töltötte be. 1840-ben kiadja a Archiv český (Cseh levéltár) első számát, mely kiemelkedő jelentőségű történelmi folyóirat volt. Palacký mellett a folyóiratba gyakran írtak Václav Vladivoj Tomek és Karel Jaromír Erben, akik levéltári kutatásokat végeztek. A Geschichte von Böhmen harmadik kötetének kiadásakor összetűzésbe került az osztrák hatóságokkal, akik sérelmezték, hogy ez a huszita időkről szóló rész katolikus ellenes. 1844-ben elkezdett a Geschichte von Böhmen cseh nyelvű átdolgozásán. Nem szó szerinti fordítást kívánt készíteni, hanem esetenként az eredeti német nyelvű műhöz képest részletesebb leírást adott. 1848-ban jelent meg az első kötete ennek a műnek Dějiny národa českého v Čechách a v Moravě (A cseh nemzet története Csehországban és Morvaországban). Ez a mű lett méltán Palacký legnagyobb alkotása.

### 1848-as év
1848-ban František Palacký a cseh liberálisok oldalán kapcsolódott be a cseh politikai életbe. Palacký ebben az évben elvállalta a prágai Pánszáv Konferencia elnöki tisztjét és nyílt levélben utasította vissza a frankfurti német gyűlésen való részvételt. 1848-ban a Birodalmi Gyűlés tagjának választották. ebben az időben kétszer is felajánlották neki a közoktatásügyi miniszteri széket, a nemzetiségi ellentétektől tartva azonban ezt nem vállalta el. Részt vett a kroměříži gyűlésen, ahol az alkotmánytervezetét elfogadták. Palacký ekkoriban a konstitúciós ausztroszlavizmus hirdetője volt, amelyben az alkotmányosság szavatolná a Habsburg Birodalmon belül a szlávok jogait.

### 1848 után
1850-től a cseh Nemzeti Színház (Národní divadlo) alapítványának elnöke. 1850-től rendőri megfigyelés alatt állt. Palacký ezért visszavonult a közélettől. Az 1860-as években tért vissza, amikor aláírta a Rieger-féle memorandumot, melyben a cseh nemzet képviselői tiltakoztak a cseheket ért sérelmek és elsősorban a cseh nyelv hátrányos helyzete ellen. A császárt kérték arra is, hogy adjon engedélyt cseh politikai újság kiadására. Így indultak útjukra 1861-ben a Čas (Idő) és a Národní listy (Nemzeti lapok) című politikai újságok. 1861-ben a cseh tanács tagjává választották. 1863-ban a cseh képviselők egy része (főképp az idősebbek)passzív ellenzékbe ment át, amivel Palacky is egyetértett. Elutasította az 1861-es lengyel felkelést, így ezzel a fiatal cseh generációval összetűzésbe került. 1868-ban lerakta a Nemzeti Színház alapkövét.

## Palacký történeti filozófiája
Palacký filozófiájában és a történetírásában is kiemelkedő szerepet töltött be a széles körű szemlélet. Palacký szerint a történelemben egy vezérfonál (vagy ideál) megállapítása a cél, melyhez minél szélesebb körben csatlakoznak az egyre részletesebb információk. Palacký a történelem mellett a lengyel Maciejowski hatására foglalkozott az államigazgatás és államtudomány történetével, de igen fontos szerepe volt történeti munkásságában a szociológiának, az etnográfiának a művészet- és tudománytörténetnek, nem utolsósorban pedig a mindennapok történelmében. Hegel dialektikája alapján a cseh történelem vezérfonalának a csehek és németek harcát tartotta. A két nemzettestet maga különböző jelzőkkel illette. A németeket, mint vállalkozó szellemű kereskedőket, mesterembereket írta le, akik politikailag szervezettebbek, harcosabbak. A szlávokat mint az egyenlőség megvalósítóit szemlélte, békeszeretőnek írta le, de úgy gondolta, hogy hajlamosak az anarchista gondolkodásmódra.
Palacký politikai gondolkodásmódjára a bipoláris világnézet a jellemző, amely szerinte különböző módon nyilvánul meg (szabadság-tekintélyuralom, demokrácia-feudalizmus, tudomány-hit). Ezek szembenállását Palacký fontosnak tartja, sőt ezen harc által az emberi látkör szélesedése, az új gondolatok megszületése következhet be. Hasonlóan vélekedett a cseh függetlenségről is, amit ausztroszlavizmusa ellenére sohasem vetett el. Palacký, bár történész volt, időnként megjelenő pánszláv illetve helyesebben idealista "ősszláv demokratikus" nézeteit sohasem tudta teljesen véka alá rejteni, ahogyan a magyarokról nyilatkozott: "a magyarok betelepedése mai hazájokba a legnagyobb szerencsétlenség volt, mely a szláv világot egy egész évezreden át éri vala; mert a magyarok az éppen alakulóban levő óriási szláv birodalom szívébe ékelvén be magukat, a szlávok reményeit örök időkre megsemmisítették." (Fordította Fraknói Vilmos, címzetes püspök, 1898) Palacký a cseh történelem legjelesebb időszakának a huszitizmust tartja, mely a műveiben mindig előkelő helyen áll. Ezzel a gondolkodásával az idősebb korosztály ellen volt (Jungmann vagy Dobrovský).

## Palacký művei

### Versek
- Na horu Radhošť (A Radhosť hegyre) – vers
- Má modlitba dne 26. července 1818 (Az én imám 1818. július 26-án) – himnusz
- Ideál říše (A birodalom ideálja) – óda

### Tudományos munkák
- Staročeský všeobecný kalendář (Ócseh általános kalendár)
- Život Jana Amose Komenského (Comenius János élete)
- Zběrky ze starožitnosti českoslovanské (Gyűjtemények a cseh-szláv régiségekből)
- Počátkové českého básnictví, obzvláště prosodie (A cseh költészet és különösen próza kezdetei) – (1818), a művet Pavel Jozef Šafárikkal és Jan Benediktivel adta ki.
- Krásověda čili o kráse a umění knihy patery (Széptudomány, vagyis a könyvek művészetéről és tudományáról) – mű, mely az esztétikával foglalkozik. Az eredeti öt részesnek szánt műből csak az első két rész készült el, a harmadik félbe maradt.
- Okus české terminologie filosofické (Izelítő a cseh filozófiai szaknyelvből) – cseh filozófiai szaknyelv kialakítására tett próba.

#### Történeti munkák
- Staří letopisové čeští od roku 1378 do roku 1527 (Régi cseh történetírás 1378-tól 1527-ig)
- Geschichte von Böhmen (Csehország története)

1. rész (1198-ig)
2. rész (1198 – 1306)
3. rész (1306 – 1378)

- Dějiny národu českého v Čechách i v Moravě (A cseh nemzet története Csehországban és Morvaországban) – Csehül és németül is megjelent. Nagyszabású mű. A huszitákról szóló részek, azonban a mai történettudomány szerint erősen idealizáltak.

1. rész (1125-ig)
2. rész (1125–1403)
3. rész (1403–1439)
4. rész (1439–1471)
5. rész (1471–1526)

### Politikai művek
- Idea státu Rakouského (Az osztrák állam ideája) – (1865) Elmélkedés Ausztria föderális átszervezéséről.

## Magyarul megjelent művei
- Palacký František: A huszitizmus története. Fejezetek a cseh nemzet történetéből; vál., jegyz., utószó Benedek Gábor, ford. Benedek Gábor, Farkas Géza, Holka László; Európa, Bp., 1984 (Clio)
- Pomůcky ku poznání řádů zemských království Českého v druhé polovině XIII. století (Segédanyag a Cseh Királyság rendjeinek megismerésére a XIII. században) – a XIII. századi élet összefoglalására tett kísérlet.
- Pomůcky ku poznání staročeského práva i řádu soudního (Segédanyag az ócseh jog és bírói rend megismeréséhez)
- Přehled současných nejvyšších důstojníků a ouředníků zemských i dvorských v královstvím Českém, od nejstarších časův až do nynějška (A Cseh Királyság legmagasabb földi és udvari tisztviselőinek és hivatalnokainak áttekintése a legrégibb időktől máig) – német nyelven jelent meg.
- Popis království Českého (A Cseh Királyság leírása) – Monográfia, melyben az összes csehországi község leírását adja.
- Skizze einer Geschichte von Prag (Prága rövid története)

## Emlékezte

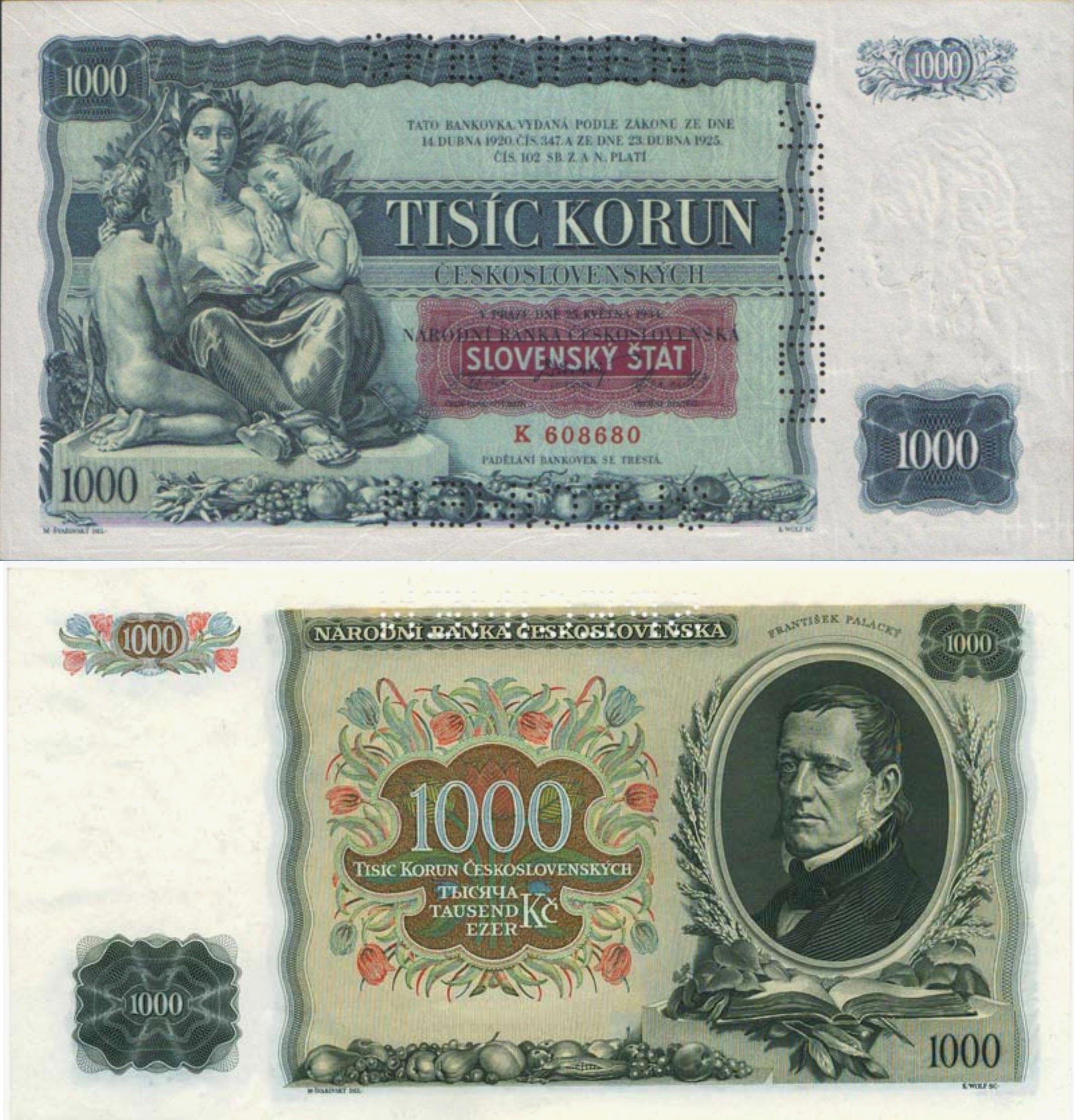
A függetlenné vált Szlovákia felülbélyegzésével ("Slovenský štát") ellátott 1934-es sorozatú csehszlovák 1000 koronás bankjegy František Palacký portréjával.
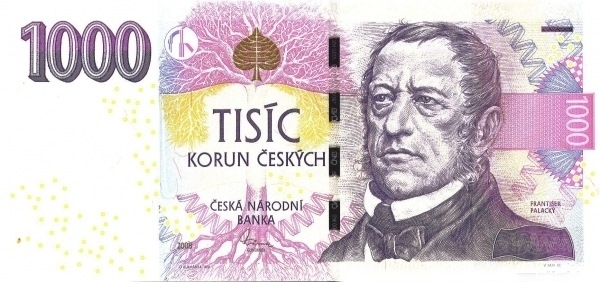
Cseh 1000 koronás bankjegy František Palacký portréjával (2008-as sorozat).